# Carlo Cocchi
Carlo Cocchi (Milano, 7 agosto 1889 – Milano, 28 gennaio 1951) è stato un calciatore italiano, di ruolo portiere e centrocampista.
È stato il primo portiere dell'Inter, proveniente dal Minerva F.C. di Milano. Ha giocato le due partite della stagione 1909 contro il Milan (2-3) e l'U.S. Milanese (0-2).
Nel 1909-10 ha giocato una sola partita, come centrocampista contro l'Ausonia.

## Palmarès

### Competizioni nazionali
- Campionato italiano: 1

Inter: 1909-1910